# 卡利亚甘杰
卡利亚甘杰（Kaliaganj），是印度西孟加拉邦Uttar Dinajpur县的一个城镇。总人口47639（2001年）。

## 人口
该地2001年总人口47639人，其中男性24597人，女性23042人；0—6岁人口5720人，其中男2933人，女2787人；识字率70.31%，其中男性为75.97%，女性为64.26%。